# Hylaeus femoralis
Hylaeus femoralis är en biart som först beskrevs av Carlos Schrottky 1902.  Hylaeus femoralis ingår i släktet citronbin, och familjen korttungebin. Inga underarter finns listade i Catalogue of Life.